# Zbrodnia w Majdanie Wielkim
Zbrodnia w Majdanie Wielkim – mord popełniony przez żołnierzy niemieckiego Wehrmachtu podczas kampanii wrześniowej 1939 roku. Ofiarą masakry, do której doszło 20 września w Majdanie Wielkim na Lubelszczyznie, padło ponad 40 wziętych do niewoli żołnierzy Wojska Polskiego.

## Pretekst do zbrodni
19 września w pobliżu wsi Majdan Wielki koło Tomaszowa Lubelskiego doszło do potyczki, w trakcie której poległ żołnierz Wehrmachtu. Zginął on od postrzału w głowę, na skutek którego oczy „wypłynęły” mu z oczodołów. Niemieccy żołnierze znalazłszy po zakończeniu walki ciało zabitego kolegi uznali, że został on celowo okaleczony. Rozjuszeni rzekomym „polskim bestialstwem” postanowili – z inspiracji swoich oficerów – dokonać zemsty na polskich jeńcach.

## Egzekucja jeńców
Następnego dnia na miejsce potyczki przyprowadzono grupę 45 wziętych do niewoli żołnierzy Wojska Polskiego. Tam niemieccy konwojenci (w liczbie ok. dwudziestu) zaczęli katować Polaków za pomocą pasów i kolb karabinowych. Jeden z Niemców miał się wówczas zwrócić do jeńców słowami: „my bierzemy was do niewoli i puszczamy do domu, a wy mordujecie niemieckich żołnierzy”.
Bicie przerwał rozkaz niemieckiego oficera, który oznajmił polskim żołnierzom, iż zostaną rozstrzelani w odwecie za zamordowanie żołnierza Wehrmachtu. Wówczas konwojenci odstąpili na kilka kroków, po czym otworzyli ogień do grupy jeńców. Gdy wszyscy Polacy leżeli już na ziemi Niemcy przystąpili do metodycznego dobijania rannych. Po odejściu oprawców spod zwału trupów wydobyło się trzech ocalałych żołnierzy, którzy ukryli się w pobliskiej stodole. Po kilku godzinach Niemcy przyprowadzili na miejsce zbrodni drugą grupę polskich jeńców, którym rozkazali pogrzebać ciała zamordowanych kolegów.
Mord na polskich jeńcach został popełniony bez sądu i bez przeprowadzenia jakiegokolwiek wcześniejszego dochodzenia. Niemcy nie ograniczyli się przy tym do egzekucji jeńców, lecz wzięli również trzynastu cywilnych zakładników z Majdanu Wielkiego. Zostali oni jednak wypuszczeni na wolność, gdy niemiecka wojskowa komisja medyczna ustaliła, że wypłynięcie oczu u poległego żołnierza spowodowane było wyłącznie postrzałem.
22 kwietnia 1940, w obecności przedstawicieli PCK oraz okupacyjnych władz niemieckich, dokonano ekshumacji ciał ofiar. Udało się wówczas zidentyfikować 26 zamordowanych jeńców. Wszystkie 42 ciała złożono następnie we wspólnej mogile na cmentarzu wojennym w Majdanie Wielkim.